# Nothofagus betuloides
Nothofagus betuloides (Mirb.) Oerst. – gatunek rośliny z rodziny bukanowatych (Nothofagaceae). Występuje naturalnie w południowych częściach Chile i Argentyny, między innymi na Ziemi Ognistej. Był jednym z pierwszych gatunków bukanu, który został sprowadzony do Europy (około 1830 roku), jednak obecnie jest rzadko spotykany w uprawie.

## Morfologia

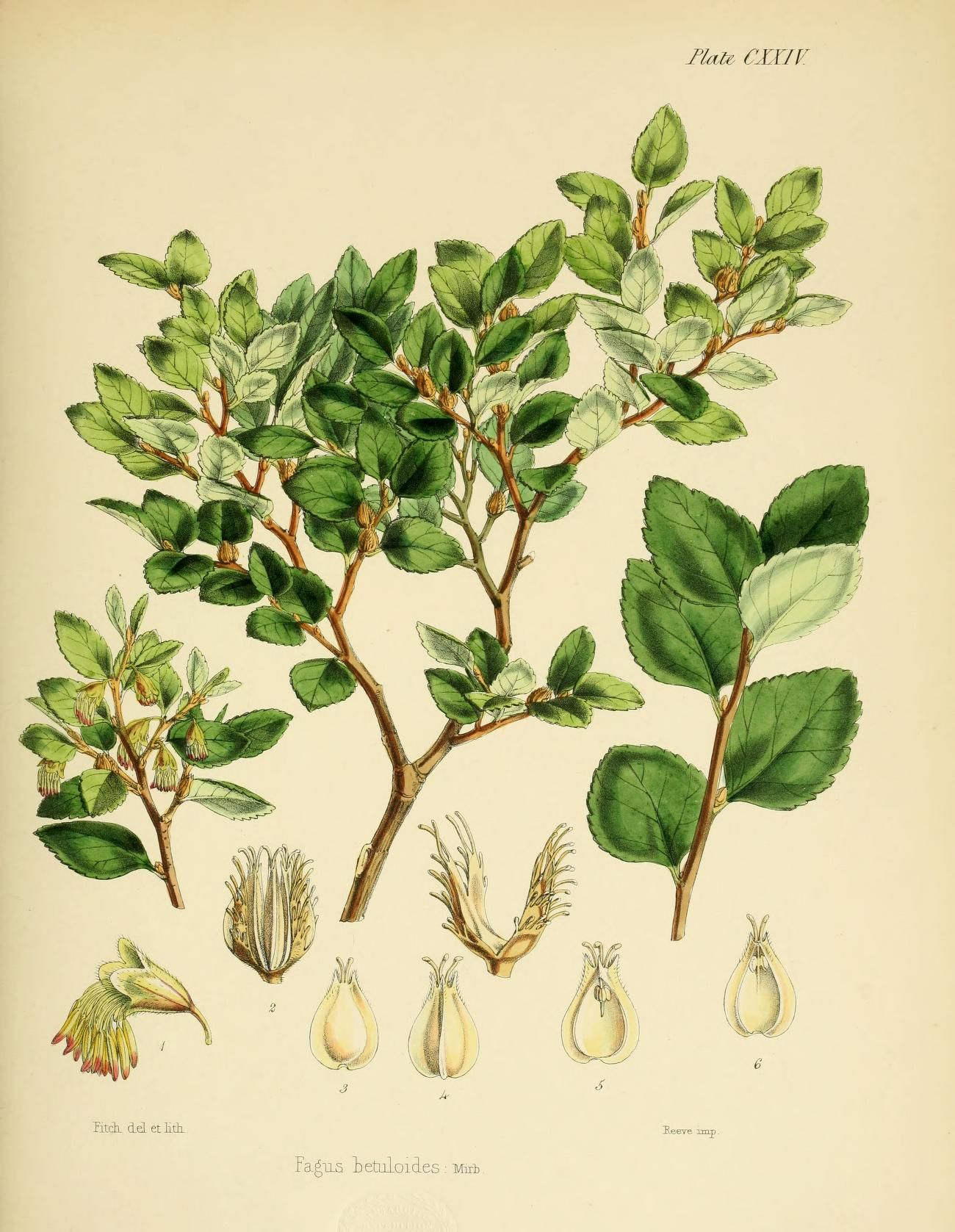

PokrójZimozielone drzewo dorastające do 25–30 m wysokości i 8 m szerokości. Korona drzewa jest gęsta.
LiścieBlaszka liściowa ma kształt od owalnego do romboidalnego lub eliptycznego. Mierzy 1,5–2 cm długości oraz 1 cm szerokości, jest mniej lub bardziej regularnie ząbkowana na brzegu (ząbki są tępo zakończone), ma klinową nasadę i wierzchołek od tępego do ostrego. Liście mają białe plamki na spodniej powierzchni. Ogonek liściowy jest nagi, ma czerwoną barwę i ma 2–3 mm długości.
KwiatySą jednopłciowe, mają czerwoną barwę. Kwiaty męskie są pojedyncze, zwisające i mierzą 4 mm średnicy, natomiast kwiaty żeńskie są zebrane po 3 w kwiatostany.
OwoceNagie orzechy osadzone po 3 w kupulach, dorastają do 10 mm długości. Kupule powstają ze zrośnięcia czterech liści przykwiatowych.
Gatunki podobneRoślina jest podobna do gatunku N. alpina, który jednak ma nieco inne liście, a także różni się luźniejszą koroną drzewa.

## Biologia i ekologia
Rośnie w lasach zrzucających liście. Występuje na wysokości do 1200 m n.p.m. Jest częściowo mrozoodporny – znosi spadki temperatury do -5°C. Najlepiej rośnie na stanowiskach w pełnym nasłonecznieniu.
Należące do tego gatunku karłowate drzewo rosnące na chilijskiej wyspie Hornos jest najdalej na południe wysuniętym drzewem na Ziemi.